# Litótrofo
Los litótrofos son un grupo diverso de organismos que utilizan sustratos inorgánicos (por lo general de origen mineral) con el fin de obtener reductores de igual equivalencia para su uso en la biosíntesis (por ejemplo, en la fijación de dióxido de carbono) o conservación de energía (es decir, la producción de ATP) a través de la respiración aeróbica o anaeróbica. Los quimiolitótrofos conocidos son exclusivamente microbios; no se conoce macrofauna que posea la capacidad de utilizar compuestos inorgánicos como fuentes de energía. La macrofauna y los litótrofos pueden formar relaciones simbióticas, que en el caso de los litótrofos se denomina simbiosis procariota. Un ejemplo de esto son las bacterias quimiolitotróficas en gusanos o los plastidios tubulares gigantes, que son orgánulos dentro de las células vegetales que pueden haber evolucionado a partir de organismos cianobacteriales del tipo fotolitotrófico. Los litótrofos pertenecen ya sea al dominio Bacteria o al dominio Archaea. El término litótrofos se ha creado a partir de los términos griegos λίθος lithos = roca/piedra y τροφή trophos, que se alimenta/consumidor, que significa "comedores de roca". Muchos litoautótrofos son extremófilos, pero no es universalmente así.
A diferencia de un litótrofo, un organótrofo es un organismo que obtiene sus agentes reductores a partir del catabolismo de compuestos orgánicos.

## Bioquímica
Los litótrofos consumen compuestos reducidos (ricos en electrones).

### Quimiolitótrofos
Un quimiolitótrofo (llamado así por el proceso de quimiolitotrofía) es capaz de utilizar compuestos inorgánicos reductores como fuente de energía. Este proceso se logra a través de la oxidación y la síntesis de ATP. La mayoría de los quimiolitótrofos conocidos son capaces de fijar el dióxido de carbono (CO2) a través del ciclo de Calvin, una reacción metabólica en la que entra como carbono en forma de CO2 y la convierte en glucosa. Para algunos sustratos, las células deben sacrificar grandes cantidades de compuestos inorgánicos para asegurar apenas una pequeña cantidad de energía. Esto hace que su metabolismo sea ineficiente en muchos lugares y les impide prosperar. Este grupo de organismos incluye oxidantes de azufre, bacterias nitrificantes, oxidantes de hierro, y oxidantes de hidrógeno.
El término quimiolitotrofía se refiere a la adquisición de energía de una célula a partir de la oxidación de compuestos inorgánicos, también conocidos como donantes de electrones. Se cree que esta forma de metabolismo sólo ocurre en células procariotas y fue caracterizada por primera vez por el microbiólogo ruso Serguéi Vinogradski.

### Hábitat de quimiolitótrofos
La supervivencia de éstas bacterias depende de las condiciones fisicoquímicas del ambiente. Aunque sean sensibles a ciertos factores como la calidad del sustrato inorgánico, son capaces de proliferar en algunas de las condiciones más inhóspitas del mundo , como  vivir en temperaturas arriba de los 110 grados Celsius y abajo de pH 2. El requerimiento más importante para las quimiolitótrofas es una diversa fuente de compuestos inorgánicos. Éstos compuestos son cruciales para los quimiolitótrofos porque les provee la energía/electrones necesarios para poder fijar el CO2  y producir la energía que necesitan para vivir. Como la quimiosíntesis puede hacerse en ausencia de luz, estos organismos se encuentran mayoritariamente alrededor de fuentes hidrotermales y otros lugares ricos en sustratos inorgánicos.
La energía obtenida de la oxidación inorgánica varia dependiendo del sustrato y la reacción. Por ejemplo, la oxidación de sulfuro de hidrógeno a azufre elemental produce menos energía (50.1 kcal/mol or 210.4 kJ/mol) que la oxidación de azufre elemental a sulfato (149.8 kcal/mol or 629.2 kJ/mol). La mayoría de litótrofos fijan el dióxido de carbono a travel del ciclo de Calvin, un proceso energéticamente costoso. Algunos sustratos, como hierro ferroso, la célula debe de  usar grandes cantidades de substrato inorgánico para asegurar solo una pequeña cantidad de energía. Esto hace que su metabolismo sea ineficiente en muchos lugares y les impide prosperar.

### Generalidades de los procesos metabólicos
Existe una gran variedad de sustratos inorgánicos que estos microorganismos pueden usar para producir energía. El sulfuro es uno de ellos, que puede ser utilizado en diferentes formas reducidas dependiendo en el específico proceso bioquímico que los litótrofos usan. Los quimilitótrofos más estudiados y mejor documentados son los aerobicos, esto quiere decir que requieren del oxígeno para sus procesos metabólicos. La alta electronegatividad del oxígeno junto con sus grandes cantidades de energía ganada, lo hace ideal como un aceptor de electrones final. La lista de estos microorganismos anaeróbicos sigue en aumento. Una parte esencial de su proceso metabólico es el sistema de transporte de electrones similar al que utilizan los quimiorganótrofos. La diferencia principal entre estos dos microorganismos es que los  quimiolitotrofos proveen electrones directamente a la cadena de transporte de electrones, mientras que los quimiorganotrofos deben generar su propio poder celular reductivo por medio de la oxidación de compuestos orgánicos. Los quimiolitotrofos logran esto directamente de la reducción de sustratos inorgánicos o por una reacción inversa de transporte de electrones. Ciertas bacterias quimiolitotrofas especializadas   utilizan derivados del sistema Sox el cual es una ruta específica de la oxidación del sulfuro. Esta antigua y única ruta demuestra el poder evolutivo que los quimiolitotrofos  han desarrollado. Gracia a esto  son capaces de usar sustratos inorgánicos, como el sulfuro.
En quimiolitotrofos, sus componentes-los donadores de electrones- son oxidados en la célula, y los electrones son canalizados en las cadenas de respiración, como producto final produciendo ATP. El aceptor de electrones puede ser el oxígeno (en bacteria aerobias), pero existen otros aceptores de electrones orgánicos e inorgánicos, que son usados por varias especies.
Las bacterias aeróbicas como la fijadora de nitrógeno, Nitrobacter, utiliza oxígeno para oxidar el nitrito a nitrato. Algunos litótrofos producen compuestos orgánicos a partir del dióxido de carbono en un proceso llamado quimiosíntesis, tal como las plantas lo hacen en fotosíntesis. Las plantas utilizan luz solar para poder hacer la fijación del dióxido de carbono, esto debido a que el agua y el dióxido de carbono son bajos en energía. Por el contrario los compuestos hidrogenados utilizados en la quimiosíntesis  son de alta energía, por eso este proceso puede suceder en ausencia de luz solar (ej. fuente hidrotermal). Los ecosistemas establecidos en y alrededor de fuentes hidrotermales, por la abundancia de sustancias inorgánicas como el hidrógeno, son constantemente suministrados via magma del subsuelo marino. Otros litótrofos son capaces de utilizar directamente sustancias como: hierro, sulfuro de hidrógeno, azufre elemental o tiosulfato.

### Fotolitótrofos
Los fotolitótrofos obtienen su energía de la luz solar y por ende usa donadores de electrones inorgánicos únicamente para poder generar las reacciones sintéticas (ej. fijación del dióxido de carbono en litoautótrofos).
Las bacteria litotróficas no pueden usar, por supuesto, su energía de fuentes inorgánicas como fuente de carbono para la síntesis de sus células. Estos eligen 1 de 3 opciones:
- Litoheterótrofos no tienen la posibilidad para fijar el dióxido de carbono y debe consumir compuestos orgánicos adicionales para poder romperlos y usarlos como su carbono. Solo unas cuantas bacterias son heterolitotróficas.
- Litoautótrofos son capaces de usar el dióxido de carbono como su fuente de carbono, de la misma forma en que lo hacen las plantas.
- Mixótrofas toman y usan su material orgánico para complementar su fuente de fijación del dióxido de carbono ( combinación entre autótrofía y heterotrofía). Muchos litótrofos son reconocidos como mixótrofas por su metabolismo de carbono.

En adición a esta división, los litógrafos difieren en su fuente de energía inicial que inicia con la producción de ATP:
- Quimiolitótrofas usan los compuestos inorgánicos mencionados anteriormente por respiración aeróbica y anaeróbica. La energía producida por la oxidación de estos compuestos es suficiente para la producción de ATP. Algunos de los electrones derivados de los donadores inorgánicos también son canalizados en la biosíntesis. La mayor parte de energía adicional es usada para transformar estos reductores equivalentes a las formas y potencias reductoras necesarias (NADH o NADPH), que ocurren por reacciones inversas de transferencia de electrones.

- Los fotolitótrofos usan la luz como fuente de energía. Estas bacterias son fotosintéticas; las bacterias fotolitotroficas son encontradas en las bacterias moradas (ej. Chromatiaceae), bacteria verde (Chlorobiaceae y Chloroflexi) y Cianobacteria. Las bacterias moradas y verdes oxidan azufre, sulfuro, sulfato hierro o hidrógeno. El extracto de cianobacteria reduce equivalentes del agua, ej. oxida agua para convertirla en oxígeno. Los electrones obtenidos de los donantes no son usados para la producción de ATP, son usados para reacciones biosintéticas. Algunos fotolitótrofos tienen la habilidad de cambiar su metabolismo en la oscuridad a quimilitotróficos.